# 维朗格乌迪
维朗格乌迪（Vilangudi），是印度泰米尔纳德邦Madurai县的一个城镇。总人口21073（2001年）。

## 人口
该地2001年总人口21073人，其中男性10640人，女性10433人；0—6岁人口1779人，其中男904人，女875人；识字率82.85%，其中男性为87.07%，女性为78.54%。